# Jacques Fraigneau
Jacques Fraigneau (né le 29 août 1922 à Montpellier dans l'Hérault et mort le 28 juin 2008 à Talence (Gironde) est un joueur de football français qui évoluait au poste d'attaquant.

## Biographie
Fraigneau commence sa carrière avec les Bordeaux Étudiants Club, avec qui il élimine le Stade rennais lors de la Coupe de France 1942-43 (victoire 3-1 en 8e-de-finale).
En juillet 1947, il rejoint le club des Girondins de Bordeaux, avec qui il reste durant quatre saisons en D2. Il dispute au total 41 matchs (37 en D2 et 4 en D1,) pour 11 buts inscrits, et termine second de D2 en 1948-49.

## Palmarès
Girondins de Bordeaux
- Championnat de France D2 :
  - Vice-champion : 1948-49.